# Amphianthus dohrni
Amphianthus dohrni är en havsanemonart som först beskrevs av Koch 1878.  Amphianthus dohrni ingår i släktet Amphianthus och familjen Hormathiidae. Inga underarter finns listade i Catalogue of Life.